# Лолер (Айова)
Лолер (англ. Lawler) — місто (англ. city) в США, в окрузі Чикасо штату Айова. Населення — 406 осіб (2020).

## Географія
Лолер розташований за координатами 43°4′19″ пн. ш. 92°9′14″ зх. д. / 43.07194° пн. ш. 92.15389° зх. д. (43.071824, -92.153888).  За даними Бюро перепису населення США в 2010 році місто мало площу 2,32 км², з яких 2,29 км² — суходіл та 0,03 км² — водойми.

## Демографія
Згідно з переписом 2010 року, у місті мешкало 439 осіб у 200 домогосподарствах у складі 127 родин. Густота населення становила 189 осіб/км².  Було 214 помешкання (92/км²).
Расовий склад населення:
| - 92,7 % — білих - 0,2 % — чорних або афроамериканців - 6,8 % — осіб інших рас |

До двох чи більше рас належало 0,2 %. Частка іспаномовних становила 8,9 % від усіх жителів.
За віковим діапазоном населення розподілялося таким чином: 20,5 % — особи молодші 18 років, 57,6 % — особи у віці 18—64 років, 21,9 % — особи у віці 65 років та старші. Медіана віку мешканця становила 44,3 року. На 100 осіб жіночої статі у місті припадало 96,0 чоловіків;  на 100 жінок у віці від 18 років та старших — 99,4 чоловіків також старших 18 років.
Середній дохід на одне домашнє господарство  становив 51 120 доларів США (медіана — 46 250), а середній дохід на одну сім'ю — 62 103 долари (медіана — 63 250). За межею бідності перебувало 9,4 % осіб, у тому числі 9,8 % дітей у віці до 18 років та 7,2 % осіб у віці 65 років та старших.
Цивільне працевлаштоване населення становило 175 осіб. Основні галузі зайнятості: освіта, охорона здоров'я та соціальна допомога — 23,4 %, роздрібна торгівля — 16,6 %, виробництво — 14,3 %, будівництво — 13,7 %.